# Stare Budy (powiat sochaczewski)
Stare Budy – wieś w Polsce położona w województwie mazowieckim, w powiecie sochaczewskim, w gminie Młodzieszyn. Ma status sołectwa.
| SIMC    | Nazwa        | Rodzaj    |
| ------- | ------------ | --------- |
| 0732252 | Cztery Kopce | część wsi |

W latach 1975–1998 miejscowość należała administracyjnie do województwa skierniewickiego. Istnieje tutaj cmentarz wojenny żołnierzy poległych w bitwie nad Bzurą.